# Ospedale Vecchio (Castel Goffredo)
L'Ospedale Vecchio è un edificio storico situato nel centro di Castel Goffredo, in provincia di Mantova, in piazzale Marconi. È rimasto in funzione fino al 1964, quando i reparti sono stati trasferiti nell'Ospedale Civile, alla periferia della città.

## Storia e descrizione
L'origine dell'ospedale di Castel Goffredo risale al XIII secolo. Fin dal 1288 era presente in loco una “Congregazione per Mutuo Soccorso” (sul modello della Congregazione della Misericordia Maggiore di Bergamo). Questa congregazione si chiamava Congregazione di Santa Maria di Castel Goffredo, che utilizzò come propria sede la Chiesa di Santa Maria del Consorzio, ora scomparsa.
Con i beni lasciati in eredità la società istituì nel 1400 circa il loco de le sorele e de li fratelli infermi. Nel 1461 operava già nel borgo il dottore-fisico Stefano de' Negrini e nel 1477 Alessandro de' Gezi di Cremona. Nel 1479 vi fu una divisione del territorio di Castel Goffredo per quanto concerneva il diritto di cura degli ammalati.

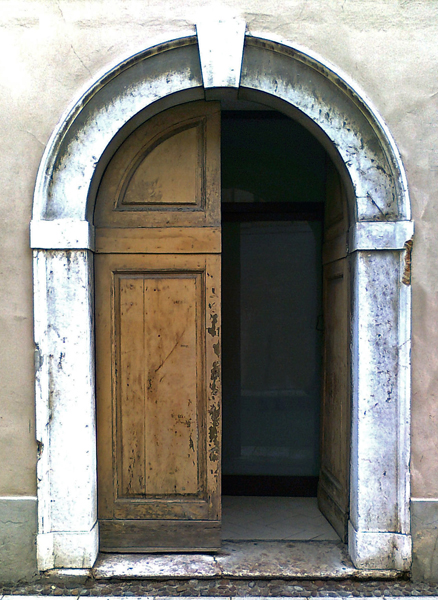
Portale di ingresso

Un piccolo ospedale venne edificato agli inizi del Cinquecento in contrada Picaloca, all'interno delle mura del paese.
Nel 1526 il marchese di Castel Goffredo Aloisio Gonzaga fece curare nel piccolo ospedale le sue militie che combatterono a Governolo, ove morì il condottiero ed amico Giovanni dalle Bande Nere.
Nel 1603 un privilegio del duca di Mantova Vincenzo I Gonzaga sanciva il possesso del comune sulla speciaria et hospitio.
Nel 1629 l'ospedale accolse gli appestati contagiati dai lanzichenecchi che fuggivano dai Crocioni di Casaloldo.

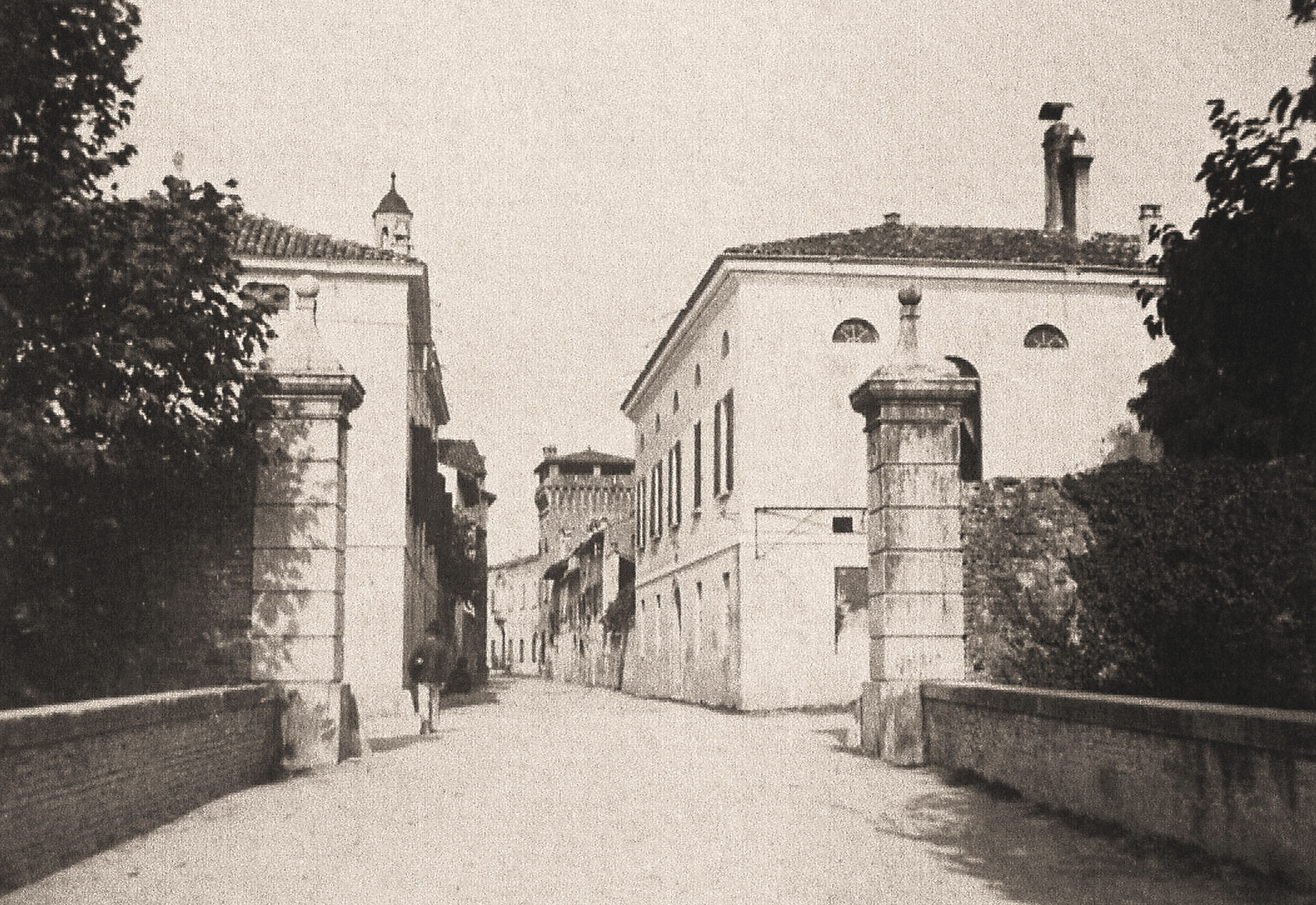
Castel Goffredo, Porta Picaloca e vecchio ospedale (a destra), agli inizi del '900.

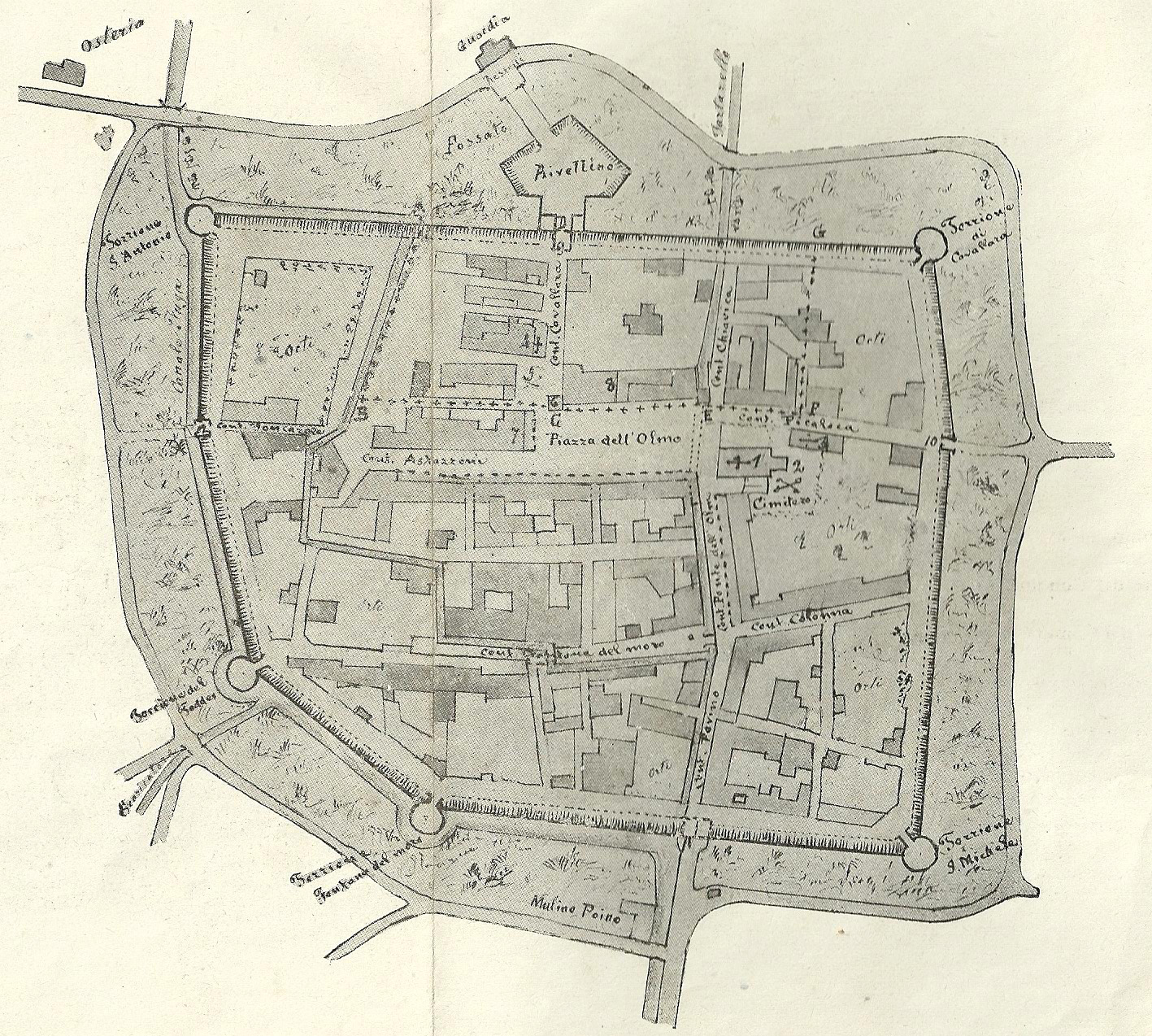
Mappa di Castel Goffredo agli inizi del Cinquecento. L'ospedale è visibile all'inizio di Contrada Picaloca.

Nel 1784 l'ospedale venne ampliato dalla congregazione che nel frattempo aveva assunto il nome di “Consorzio dei poveri”. In quell'anno il Commissario del Benaco soppresse la compagnia, il cui patrimonio venne amministrato dal Comune sino al 1807, quando Napoleone Bonaparte istituì le Congregazioni di carità.
Il 24 giugno 1859 Castel Goffredo veniva occupato dalle truppe francesi comandate dal generale Canrobert e molti feriti della conseguente battaglia di Solferino e San Martino furono curati nell'edificio ospedaliero.
L'Ospedale Vecchio operò sino nel settembre 1964, anno in cui venne inaugurato il nuovo nosocomio alle porte della città, tuttora funzionante, dal 1990, come Istituto Scientifico di Riabilitazione di Castel Goffredo.
Nei pressi dell'ospedale sorgeva l'antica Porta Picaloca, detta Porta dell'Ospitale.

### Altre fonti
- 1999 – Immagina. Castel Goffredo: l'evoluzione di un territorio, CD-ROM, a cura del Comune di Castel Goffredo.
- Amministrazione Ospedaliera Castel Goffredo, Quattro anni di amministrazione ospedaliera. 1971-1975, numero unico, Carpenedolo, Soldini, 1975.